# Looang Boo Sim Buddhacaro
Looang Boo Sim Buddhacaro (1909-1992) nació el 26 de noviembre de 1909 en la provincia de Sakhon Nakhon, en el noreste de Tailandia. Sus padres eran agricultores que se dedicaban a ayudar el monasterio local. A la edad de los 17 años Looang Boo Sim tomó la ordenación del novicio y después pronto se convirtió en el discípulo de Ajahn Mun Bhuridatta. Looang Boo Sim estuvo con Ajahn Mun Bhuridatta, así como con varios de sus otros discípulos-señores por muchos años, tomando la ordenación completa a la edad de 20 años en Wat Sri Candaravasa de la provincia de Khon Kaen. 
Posteriormente, fue abad de numerosos monasterios en varias partes de Tailandia y recibió el título eclesiástico de Phra Khroo Santivaranana en 1959. En 1967 fundó un monasterio en las remotas montañas de Chiang Dao en la provincia de Chiang Mai, el cual siguió siendo su residencia hasta la muerte acaecida en 1992. 